# 三八式野砲
三八式野砲（さんはちしきやほう）は、1900年代中期に開発・採用された大日本帝国陸軍の野砲。本項では、三八式野砲の改良型である改造三八式野砲（かいぞうさんはちしきやほう）についても詳述する。

## 概要

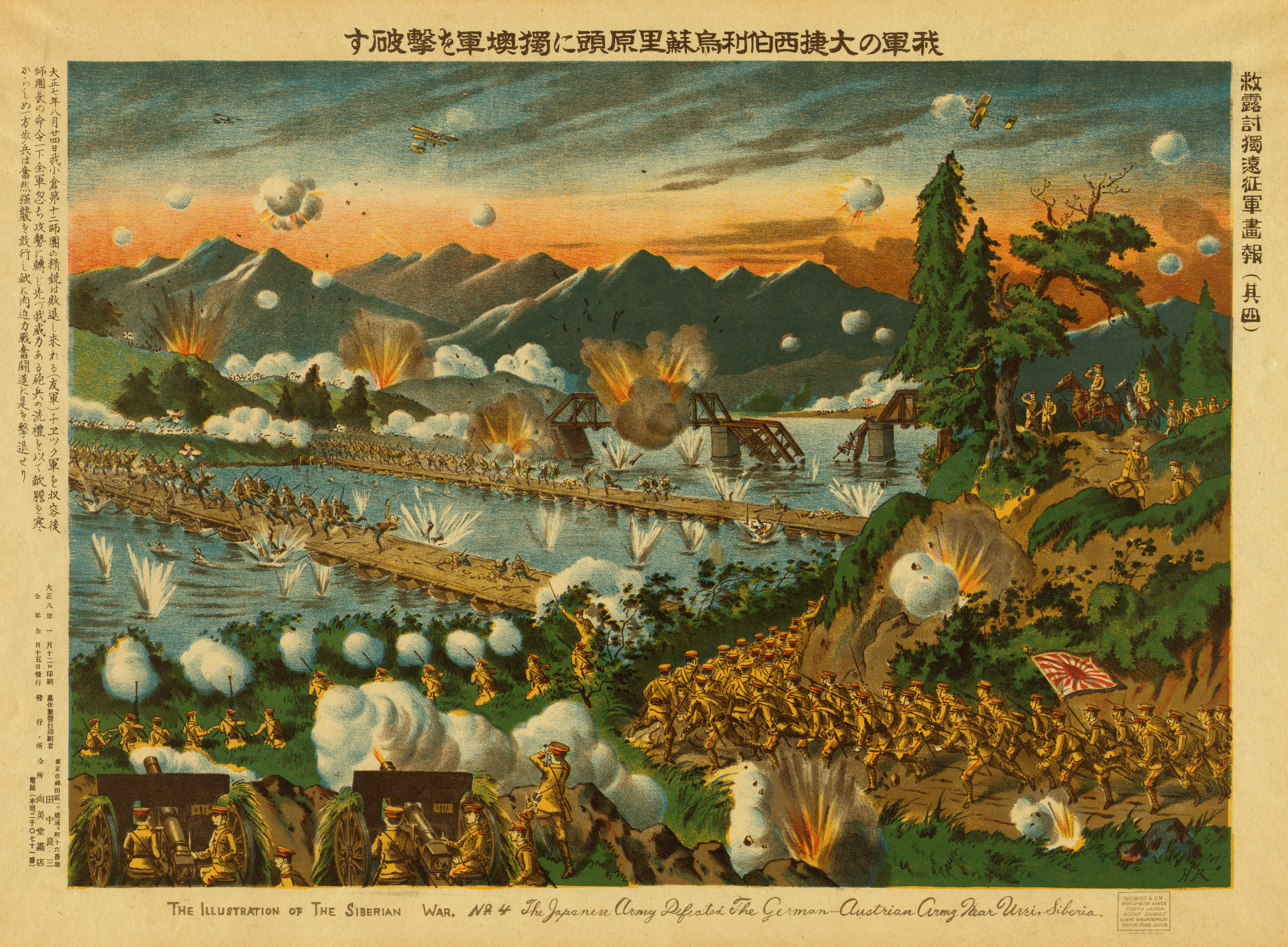
シベリア出兵を描いた戦争画。左下で射撃中が三八式野砲

日露戦争中の1904年（明治37年）、日本陸軍はドイツのクルップ社に砲身後座式の駐退復座機を装備した4種類の新型火砲を発注した。その中には三十一年式速射野砲の後継たる75 mm野砲の完成品400門及び半成品400門が含まれていたが、1905年（明治38年）に納品された頃には日露戦争は終局に向かっていたため、日露戦争でこれらの砲が使用されることはなかった。
三八式野砲は一部に小改良を加えた上で1907年（明治40年）に制式採用された。のちには大阪砲兵工廠で約3,000門（当初から改造三八式野砲として製造された約500門を含む）が生産され、日本陸軍の師団砲兵（一般の野砲兵連隊）の主力野砲となった。また騎砲兵向けに三八式野砲を軽量化した四一式騎砲も生産・配備されている。
三八式野砲の駐退復座機はクルップ社が設計したばね圧復座式であるため、フランス製Mle1897野砲の気圧復座式に比べて容積がかさばるのが難点であった。弾薬は薬莢と弾頭が固定され規定量の装薬が装填された固定薬莢（完全弾薬筒）式であるため、弾頭だけでなく薬莢の大きさと形状が一致しないと砲弾は使用できなかった。このため同じ日本陸軍の口径75 mmの砲でも、三八式野砲は四一式騎砲とのちの九五式野砲とは砲弾の互換性があったが、四一式山砲や九〇式野砲、九四式山砲とは弾薬の互換性がなかった。
実戦投入は第一次世界大戦が最初であり、青島攻略戦やドイツ植民地の南洋諸島攻略作戦で使用されたが、第一次大戦における日本の参戦は限定的なものであったため余り活躍できてはいない。ロシア革命への干渉と白衛軍の支援を目的としたシベリア出兵でも使用された。

## 改造三八式野砲

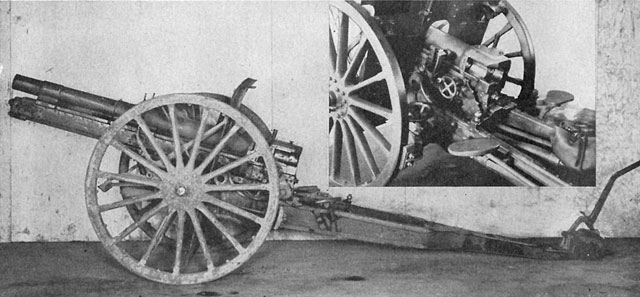
改造三八式野砲

第一次大戦から戦間期において、欧州各国では急速に野砲の長射程化が進んだ。
この時代の流れに対応するため新型野砲の整備が求められたが、それまでの繋ぎとして既存の三八式野砲を改修して射程を延伸させることとなり、改造三八式野砲が開発された。既存の三八式野砲から逐次改修され、またこれとは別に新規に約500門が生産された。
改造三八式野砲は、高仰角を取っても砲身と砲脚が干渉しないように砲脚を中央部に穴のあいた刺又（音叉）状のものに改修したほか、高仰角での砲撃時に後退した砲身を前進させられるように駐退復座機を強化し、砲耳（砲身の俯仰角を取るための軸）の位置も変更した。このため改造三八式野砲の駐退復座機は、改造前の三八式野砲のそれに比べてやや前方に延長されている。その為、未改造の三八式野砲と比較して最大射程を3,000 mほど延伸させることに成功したが、反面重量は190 kgほど増大している。
前述のように本砲は将来的に新型砲が整備されるまでの暫定的な野砲として開発されたが、部隊配備以後、駐退複座機と砲架を中心に故障・事故が相次ぎ、また仰角を43度まで増やしたものの、改造された砲の中には仰角35度以上では復座力が不足して手で復座させる事例も出るなど、信頼性に問題を抱えることとなった。
1935年（昭和10年）前後頃には、三八式野砲の後継となる九〇式野砲が開発・採用されたが、九〇式野砲は重量が大きいため機動力低下を懸念した参謀本部は、九〇式野砲の設計を基に射距離を犠牲にして軽量化を推し進めた九五式野砲を制式採用する。しかしながら、1940年（昭和15年）頃の日本陸軍は、ドイツ陸軍とアメリカ陸軍の師団砲兵に倣い、師団砲兵の編制を従来の75mm野砲・105mm軽榴弾砲（九一式十糎榴弾砲）から、105mm軽榴弾砲（九一式十糎榴弾砲）・150 mm重榴弾砲（九六式十五糎榴弾砲）装備へと改編し火力を向上させる構想を抱いており、野砲や山砲の生産は機械化牽引野砲である機動九〇式野砲を除いて縮小されていた。その為、九〇式野砲の総生産数は約200門（機動九〇式野砲は約600門）、主力野砲となるべき存在である九五式野砲で約320門以上程度であったため、改造三八式野砲は完全に更新されること無く終戦まで運用が続けられた。

## 備考
1. ↑  当初の完成輸入品400門、半成品400門、大阪造兵廠の昭和17年10月末現在の生産数2559門の合計値。佐山二郎「日本陸軍の火砲 野砲 山砲」p97。
2. ↑  佐山二郎「日本陸軍の火砲 野砲 山砲」p161。この約500門は新規製造された改造三八式野砲の生産数であり、三八式野砲からの改修分は含んでいない。
3. ↑  三八式野砲の他に、三八式十糎加農砲、三八式十二糎榴弾砲、三八式十五糎榴弾砲が発注された。
4. ↑  日本では第一次大戦後の不景気の影響で新型野砲の導入が遅れたが、山梨軍縮・宇垣軍縮で師団数を削減して浮いた予算で近代化の努力は続けられた（大日本帝国陸軍#軍縮期）
5. ↑  佐山二郎「日本陸軍の火砲 野砲 山砲」p161。三八式野砲からの改修数は不明。
6. ↑  道路の整備が進んでいなかった当時の中国大陸では重量1,400 kgの九〇式野砲を軍馬6頭で牽引すると機動力が低下する（自動車牽引を前提とした機動九〇式野砲の重量は1,600 kg）。
究極的には火砲の牽引手段を馬から（トラックや牽引車などの）自動車に変更すれば解決するが、全ての師団や旅団の砲兵隊を機械化することは当時の日本の技術力や経済力などの国力面から不可能であった。またそれらの機械化は大口径重砲を運用する独立重砲兵大隊や野戦重砲兵連隊など軍直轄砲兵（軍砲兵）が優先されていた。
7. ↑  ドイツ陸軍は10.5cm leFH 18と15cm sFH 18で、アメリカ陸軍はM2A1 105 mm榴弾砲とM1 155 mm榴弾砲。
8. ↑  しかしながら、この構想は一部の師団砲兵が余剰なった旧式150 mm重榴弾砲（四年式十五糎榴弾砲）を装備出来た以外は実現させることはできなかった。日本で大口径野戦砲を量産できるのは陸軍兵器廠（かつ各陸軍造兵廠のうち大阪陸軍造兵廠などに限られる）のみであり、また日本の国力の限界から需要を満たすことは出来なかった。
9. ↑  佐山二郎「日本陸軍の火砲 野砲 山砲」p243。昭和17年10月末時点で318門生産。それ以降の生産数は不明。